# Futen Boyz
『Futen Boyz』（フーテン ボーイズ）は、EXILE SHOKICHIの6枚目のシングル。2018年10月3日にrhythm zoneから発売。

## 概要
前作『Underdog』から約4か月で発売された、EXILE SHOKICHIのソロプロジェクト再始動第2弾シングル。CD+DVD、CDのみの2形態でのリリース。CDには3曲を収録。 DVDにはタイトル曲「Futen Boyz」のミュージック・ビデオに加え、EXILE THE SECOND LIVE TOUR 2017-2018 "ROUTE 6・6" THE FINALのソロパフォーマンス映像から2曲、DANCE EARTH FESTIVAL 2018のライブ映像から2曲、合計5コンテンツを収録。

## 楽曲について
- 1曲目「Futen Boyz」
映画『DTC – 湯けむり純情篇- from HIGH＆LOW』のために書き下ろした楽曲[3]また、SHOKICHI自身のライヴでパフォーマンスすることを念頭に置いて制作をした[4]。本人曰く「（DTC -湯けむり純情篇-）ダン、テッツ、チハルの3人を見て、フーテンの寅さんじゃないですけど憎めない風来坊を表現する面白いパンチラインを作りたいと考えて」[5]。
楽曲のサウンドは1950年代のロカビリー・ロックンロールのイメージがある[3]、制作にあたり、1950年代から1960年代のUSロックやロカビリーは研究し[5]、映画『クライ・ベイビー』やエルヴィス・プレスリーの「監獄ロック」を参照した[6]。

- 2曲目「プラトニック・ラブ」
political（＝政治的）な詞に挑戦したの楽曲[7]。曲調はR&Bとヒップホップが混ざった、テーマは“純愛”[8]。ブリッジの部分は牧師が語っているようなイメージで英語詞に、ストレートなメッセージが込められた[6]。

- 3曲目「Y.L.S.S. Remix feat. PKCZ(R) & CRAZYBOY」
3枚目シングル「Don't Stop the Music」のカップリング曲「Y.L.S.S. feat. PKCZ®」のリミックスバージョン。CRAZY BOYがフィーチャリングとして参加。リミックスではギターを入れてロック色を強くしてた[9]。

## アートワーク
本作のアーティスト写真はSHOKICHI自分でディレクションをした、LDH apparelのブランドFORSOMEONEの衣装を着て、黒を基調にロッケンロールみたいなイメージ。

## ミュージック・ビデオ
表題曲「Futen Boyz」のミュージックビデオが二宮“NINO”大輔監督を務めた。ミュージックビデオには山下健二郎、佐藤寛太、佐藤大樹が登場する映画『DTC – 湯けむり純情篇- from HIGH＆LOW』の劇中映像が使用されている。さらに八木将康と天野浩成扮する「HiGH & LOW」シリーズのキャラクター“縦笛兄弟”が出演。

## メディアでの使用
「Futen Boyz」には以下のタイアップが付いている。
- 映画『DTC – 湯けむり純情篇- from HIGH＆LOW』のオープニングテーマ[12]

## 収録曲
| #         | タイトル                                                | 作詞                              | 作曲                            | プロデュース | 時間  |
| --------- | ------------------------------------------------------- | --------------------------------- | ------------------------------- | ------------ | ----- |
| 1.        | 「Futen Boyz」                                          | SHOKICHI                          | SKY BEATZ、CHRIS HOPE、SHOKICHI |              | 3:06  |
| 2.        | 「プラトニックラブ」                                    | SHOKICHI、TOMA、D&H               | SHOKICHI、TOMA、D&H             |              | 4:04  |
| 3.        | 「Y.L.S.S. Remix feat. PKCZ® & CRAZYBOY」               | SHOKICHI、VERBAL 補作詞：CRAZYBOY | Lucas Valentine、SHOKICHI       |              | 4:04  |
| 4.        | 「Futen Boyz」(Instrumental)                            |                                   |                                 |              | 3:06  |
| 5.        | 「プラトニックラブ」(Instrumental)                      |                                   |                                 |              | 4:04  |
| 6.        | 「Y.L.S.S. Remix feat. PKCZ® & CRAZYBOY」(Instrumental) |                                   |                                 |              | 4:02  |
| 合計時間: | 合計時間:                                               | 合計時間:                         | 合計時間:                       | 合計時間:    | 22:26 |

| #  | タイトル                                                                 | 作詞 | 作曲・編曲 | 監督           |
| -- | ------------------------------------------------------------------------ | ---- | ---------- | -------------- |
| 1. | 「Futen Boyz」(Music Video)                                              |      |            | 二宮“NINO”大輔 |
| 2. | 「Underdog@EXILE THE SECOND LIVE TOUR 2017-2018 "ROUTE 6・6" THE FINAL」 |      |            |                |
| 3. | 「The One@EXILE THE SECOND LIVE TOUR 2017-2018 "ROUTE 6・6" THE FINAL」  |      |            |                |
| 4. | 「Don't Stop the Music@DANCE EARTH FESTIVAL 2018」                       |      |            |                |
| 5. | 「Future@DANCE EARTH FESTIVAL 2018」                                     |      |            |                |

## 楽曲の収録アルバム
| 収録アルバム | 楽曲               | 曲順 |
| ------------ | ------------------ | ---- |
| 1114         | プラトニック・ラブ | 6    |
| 1114         | Futen Boyz         | 9    |
| DOZEN ROSES  | プラトニック・ラブ | 5    |